# Gijs Smal
Gijs Smal, né le 31 août 1997 à De Rijp aux Pays-Bas, est un footballeur néerlandais qui évolue au poste d'arrière gauche au Feyenoord Rotterdam.

## Biographie

### FC Volendam
Né à De Rijp aux Pays-Bas, Gijs Smal est notamment formé par le FC Volendam. Il signe son premier contrat professionnel le 26 avril 2017, pour une durée d'un an plus une année option.
Smal joue son premier match en professionnel le 22 septembre 2017, lors d'une rencontre de deuxième division néerlandaise face au De Graafschap. Il entre en jeu à la place de Paul Kok (en) et les deux équipes se neutralisent (0-0).

### FC Twente
Le 26 juin 2020, Gijs Smal s'engage librement en faveur du FC Twente. Il découvre alors l'Eredivisie, l'élite du football néerlandais, jouant son premier match pour Twente dans cette compétition, le 25 septembre 2020 face au FC Groningue. Il entre en jeu à la place de Jayden Oosterwolde et participe à la victoire de son équipe (3-1) en délivrant une passe décisive pour Alexander Jeremejeff sur le derniers buts des siens.
En fin de contrat avec Twente en juin 2023, Smal prolonge finalement le 24 mars 2023. Il est alors lié au club jusqu'en juin 2024,.